# Яковлєв Євген Григорович
Євген Григорович Яковлєв (1880  — 13 січня 1935 , Київ, Київська область, Українська СРР, СРСР ) — перший ректор Київського будівельного інституту, революціонер-більшовик, учасник революційного повстання в Читі та один з організаторів Читинської республіки.

## Біографія
Народився 1880 року. Член РСДРП з 1905 року. В 1906 році брав участь в революційних подіях в Красноярську. Був на каторзі в Забайкаллі, а в 1912 році був засланий в Якутію.
Брав участь у встановленні радянської влади в Іркутську, в кінці 1918 року був направлений в Україну в розпорядження Катеринославського партійного комітету, був військовим комісаром.
Після громадянської війни перебував на партійній роботі.
В 1921—1933 роках — голова однієї з комісій по чистці партії, член Президії Київської міської контрольної комісії. Був парттисячником — серед комуністів, яких згідно з рішенням липневого 1928 року Пленуму ЦК ВКП(б) було послано на навчання, які пройшли школу партійної, радянської чи професійної роботи.
В 1930 році Євген Яковлєв став керівником Київського будівельного інституту в момент його ставлення і показав себе як блискучий організатор. Не маючи спеціальної освіти, розуміючи, що очолює колектив, в якому працюють відомі вчені, він навчався у викладачів, на рівні студентів вивчав основи фізики, математики, будівельної науки, архітектури та інше.
Помер 13 січня 1935 року. Похований в Києві на Лук'янівському кладовищі (ділянка № 13-1, ряд 6, місце 11). На могилі масивний надгробок із прямокутних монолітних гранітних блоків (автор архітектор О. М. Вербицький).

Могила Євгена Яковлєва